# メルツバウ

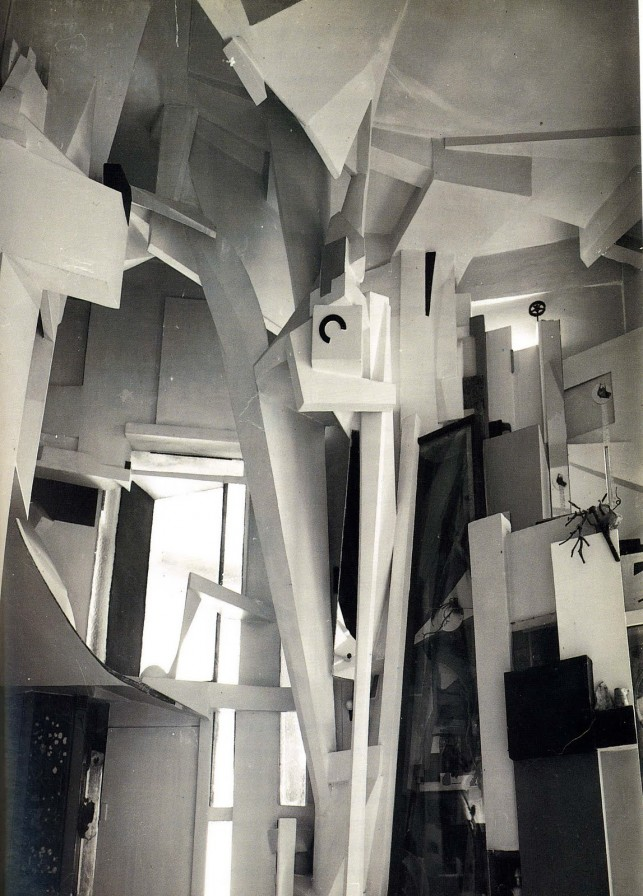
ハノーバーの『メルツバウ』（1933年）

メルツバウ（Merzbau）とはドイツ人美術家クルト・シュヴィッタース（Kurt Schwitters,　1887-1948)によって起こされた、ダダに付随する芸術運動。1920年代にドイツのハノーファーより発生した。彼が手がけた立体建築的な作品は日本語では「メルツ建築」とも言う。
第一次大戦以後、ダダイスムの影響は世界的に伝播し、発祥地のニューヨークとチューリッヒから、ヨーロッパ全土へと広がっていった。ドイツにおける主要な人物がクルト・シュビッタースであり、彼は自らの芸術作品を「メルツ（Merz）」という意味のない言葉で呼んだ。メルツの語源は「コメルツバンク」（Kommerzbank）という銀行の名から。
1920年代を通じ、彼は造形した建築的に規模の大きな構成作品を「メルツバウ」（Merzbau）と名付けた。ナチス・ドイツにより破壊を受け、作品は現存しないが、残された写真では巨大な立体構成が見える。一部の作品は1980年代に再現されたが大聖堂を思わせる列柱は空間からキュビズム的にせり出し、根本的に新しい空間を示している。
クルト・シュビッタースはナチスの圧力から逃れ、ノルウェーに移り次のメルツバウを制作したが、程なくドイツ軍がノルウェーへ侵攻し、その構成作品をやむなく放棄せねばならなくなった。メルツバウ作品を制作し続ける為、彼は更にイギリスへ渡るが、最後の大作は未完に終わる。